# Чаталбашев, Борис
Борис Николов Чаталбашев (болг. Борис Николов Чаталбашев; род. 30 января 1974 года, Плевен) — датский шахматист, гроссмейстер (1997). Ранее выступал за Болгарию.
Четырёхкратный чемпион Болгарии (1991, 1998, 2007, 2010), серебряный призёр (2004, 2009). Самый юный чемпион в истории болгарских шахмат.
В составе клуба «Локомотив» (София) чемпион Болгарии (2008, 2009), в составе клуба «Локомотив» (Пловдив) чемпион Болгарии (2012), в составе клуба «Абритус» (Разград) чемпион Болгарии (2013).
В составе национальной сборной участник 3-х Олимпиад (1996—1998 и 2004), чемпионатов Европы (2003, 2007).
Магистр экономики. Председатель шахматного клуба «Плевен XXI». Входит в экспертный совет Болгарской шахматной федерации. Был тренером женской сборной Болгарии по шахматам на чемпионате Европы 2011 и Олимпиадах 2000 и 2010.

## Изменения рейтинга
| Графики недоступны из-за технических проблем. См. информацию на Фабрикаторе и на mediawiki.org. |